# Nambak
Nambak hay Nam Bak (tiếng Lào: ເມືອງນ້ຳບາກ) là một muang (mường, huyện) thuộc tỉnh Luangprabang ở thượng Lào .